# Acupalpus meridianus
Acupalpus meridianus (лат.) — вид жуков рода Acupalpus из семейства жужелиц. Этот палеарктический вид является адвентивным в Северной Америке.

## Распространение
Великобритания, Дания, Норвегия, Швеция, Финляндия, Франция, Бельгия, Нидерланды, Германия, Швейцария, Австрия, Чехия, Словакия, Венгрия, Польша, Эстония, Латвия, Литва, Беларусь, Украина, Португалия, Испания, Италия, Словения, Хорватия, Босния и Герцеговина, (бывшая) Югославия, Северная Македония, Албания, Греция, Болгария, Румыния, Молдова, Турция, Иран, Грузия, Армения, Азербайджан, Казахстан, Кыргызстан, США, Канада, Россия.
Вид является адвентивным в Северной Америке, где он известен из района Квебека (Канада) на востоке и от юго-центральной части Саскачевана до острова Ванкувер, включая центральную Альберту, на юг до «Орегона» и северного Айдахо на западе (США). Первый инвентаризованный экземпляр, собранный в Северной Америке, был найден в Сиэтле в 1931 году.

## Описание
Длина 3—4 мм.
Обитает в низинах, также пустующие участки и сады. Открытая местность; умеренно влажная, преимущественно глинистая почва, покрытая сорняками. Ночной образ жизни; днем укрывается в траве и стогах сорняков. Сезонность: май-июнь. Макроптерный: изредка летает (на искусственное освещение ночью). Умеренный бегун. Изредка лазает по растениям. Вид был впервые описан в 1760 году шведским натуралистом Карлом Линнеем Джоном Лоренсом Леконтом (1825—1883) по материалам из Швеции. Типовой вид рода.